# 류큐 아사히 방송

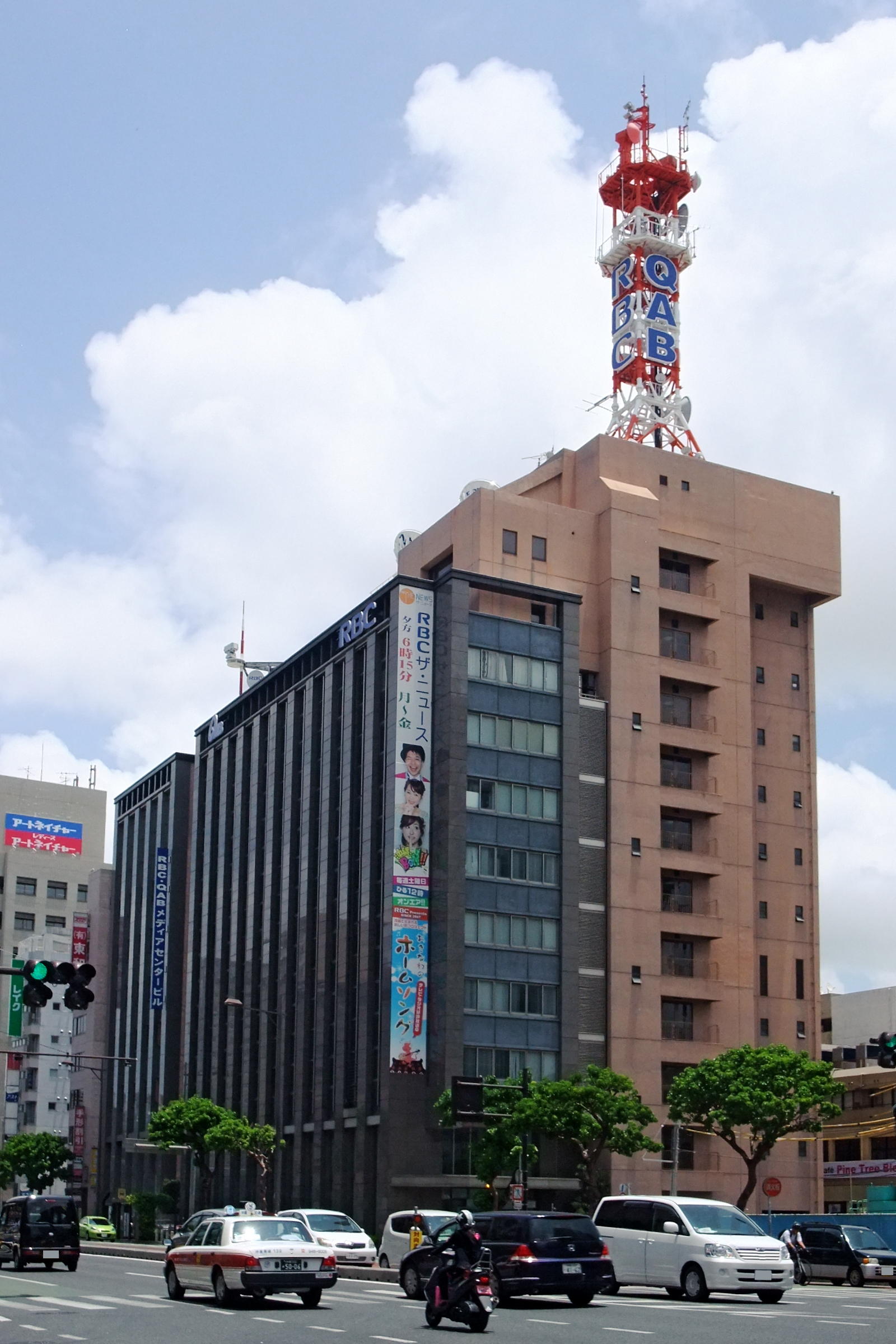
류큐 방송, 류큐 아사히 방송 공용 사옥

류큐 아사히 방송은 1995년 10월 1일 오키나와에서 3번째이자 마지막으로 개국된 방송국이다. 약칭은 QAB, 콜사인은 JORY-DTV이다.

## 개요
- 류큐 방송과 사옥을 공유하고 있으며 방송국 직원중에는 류큐 방송에서 온 스탭도 있는데 이는 류큐 방송과 관계가 있는 지역신문 오키나와 타임즈와 아사히 신문 사이의 우호 관계와 방송국 개국을 전제로 체결한 류큐 방송과 TV 아사히의 업무 제휴에 근거하고 있으며 이 업무제휴계약에 따라 현재 사옥·송신소 시설 관리나 송출 업무 ·보도 부문·일부 영업 관계등을 제외한 모든 방송 업무를 류큐 방송에 위탁하고 있어 류큐 방송의 자회사라고 할 수 있으며 이 때문에 류큐아사히방송 노동조합은 류큐 방송 노동조합의 산하지부로 취급받고 있다.[1]
- 오키나와현에서 처음으로 UHF대역으로 개국한 방송국이어서 UHF안테나 보급을 위해 시험방송을 시작한 뒤부터 개국 이후 얼마동안 안테나 설치방법을 알려주는 미니 프로그램을 방영했었다.[2]
- 미야코 제도와 야에야마 제도에서는 개국 이후 송신소가 설치되지 않아 현지 케이블 텔레비전 방송국에 가입하거나 BS디지털 방송인 BS아사히 등을 이용하지 않는 한 TV아사히 프로그램 시청이 불가능했으나 디지털 텔레비전 중계국 개국을 계기로 2009년 10월 21일부터 이 지역에서도 지상파TV로 실시간 시청이 가능해졌다.[3]
- 다이토 제도의 경우 오키나와 현역 방송국 중계국이 없어 1998년부터 통신위성을 이용해 도쿄의 텔레콤센터에서 보내는 방송을 시청하던 관계로 류큐 아사히 방송의 프로그램은 시청할 수 없었으며 이 문제는 2011년 7월 22일 다이토 제도를 방송구역으로 하는 중계국이 생기면서 해소되었다.

## 연혁
- 1994년 6월 10일 회사설립.
- 1995년 10월 1일 오키나와현 3번째 민방 텔레비전 방송국으로서 개국(9월 25일부터 서비스 방송).
- 2006년 11월 1일 지상파 디지털 텔레비전 방송 서비스 방송(아날로그 동시방송) 개시.
- 2006년 12월 1일 지상파 디지털 텔레비전 방송 개시.
- 2009년 10월 21일 디지털 텔레비전 신규 중계국 설치로 그동안 방송구역에서 제외되었던 미야코 제도와 야에야마 제도에서 방송송출 시작
- 2011년 7월 22일 디지털 텔레비전 신규 중계국 설치로 다이토 제도에서 오키나와 현역 지상파 방송 송출 시작
- 2011년 7월 24일 지상파 아날로그 텔레비전 방송 종료.

## 특징
- 류큐 방송과의 자본관계로 인해 류큐 방송측에서 실시하는 이벤트 공지가 방송될 때가 있으며 이때 회사명은 숨기고 광고한다.
- TV아사히 계열국이지만 류큐 방송과 오키나와 TV 방송이 민간방송 교육협회에 가입하고 있어서 교육협회에서 제작한 프로그램은 방송하지 않는다.

## 오키나와현에 있는 다른 텔레비전·라디오 방송국
- NHK 오키나와 방송국
- 류큐 방송(RBC)(TV는 도쿄 방송 계열,라디오는 JRN 계열이며 라디오 부문은 현재 분사화하여 RBCi라디오로 불림)
- 오키나와 TV 방송(OTV) (후지 TV 계열)
- 라디오 오키나와（ROK）(NRN계열)
- FM오키나와 (JFN계열)